# Fußball-Bundesliga/Rekorde/Wuppertaler SV
Der Artikel Fußball-Bundesliga/Rekorde/Wuppertaler SV listet die vereinsspezifischen Rekorde des Wuppertaler SV auf, die mit Bezug auf die Zugehörigkeit zur deutschen Fußball-Bundesliga gehalten werden.
Der Verein ist aktuell kein Bundesligist (Stand: Saison 2025/26).

Siehe auch: 

## Vorbemerkung
Es besteht eine Unterteilung zwischen Positiv- und Negativrekorden sowie vereinsinternen Bestmarken. Weitere Rekorde, die dem Verein nicht zuzuordnen sind, werden im Hauptartikel unter „Allgemein“ gelistet. Dort bestehen zudem die Rubriken „Trainerspezifische Rekorde“, „Schiedsrichterspezifische Rekorde“ sowie „Sonstige Rekorde“. Es besteht außerdem die Möglichkeit „In nächster Zeit möglicherweise fallende Bestmarken“ im unteren Bereich der Hauptseite festzuhalten, bzw. die neuen Rekorde an die passenden Stellen einzusortieren. Wenn möglich, wird zu einem Positivrekord auch der Negativrekord als Gegenstück gelistet (und andersrum). Die Liste erhebt keinen Anspruch auf Vollständigkeit.

## Wuppertaler SV
Aktuelle Platzierung in der Ewigen Tabelle der Fußball-Bundesliga: Platz 42 von 58 (Stand: 34. Spieltag 2024/25)

### Negativrekorde
- wenigste Siege in einer Saison: 2 (1974/75, gemeinsam mit Tasmania Berlin, 1964/65)[1]

### Vereinsintern
- Rekordspieler: Gustav Jung (97 Einsätze)[2]
- Rekordtorhüter: Manfred Müller (73 Einsätze)[2]
- Rekordtorschütze: Günter Pröpper (39 Tore)[3]